# Пираты Карибского моря: Сундук мертвеца
«Пираты Карибского моря: Сундук мертвеца» (англ. Pirates of the Caribbean: Dead Man's Chest) — американский фэнтезийный фильм плаща и шпаги 2006 года и вторая картина из серии фильмов «Пираты Карибского моря» после «Пираты Карибского моря: Проклятие Чёрной жемчужины» режиссёра Гора Вербински по сценарию Терри Россио и Тед Эллиот. Продюсером выступил Джерри Брукхаймер. По сюжету свадьба Уилла Тёрнера (Орландо Блум) и Элизабет Суонн (Кира Найтли) прерывается лордом Катлером Беккетом (Том Холландер), который требует от Тёрнера принести ему компас капитана Джека Воробья (Джонни Депп), в попытках найти сундук мертвеца. Воробей оказывается связан долгом с Дейви Джонсом (Билл Найи).
Два сиквела к фильму «Пираты Карибского моря: Проклятие Чёрной жемчужины» были задуманы в 2004 году, в то время как Эллиот и Россио разрабатывали сюжетную линию, связывающую оба фильма. Съёмки проходили с февраля по сентябрь 2005 года и охватили такие места как Палос Вердес, Сент-Винсент и Гренадины, Доминика и Багамские острова, а также декорации, построенные Walt Disney Studios. Фильм снимался одновременно с третьей частью франшизы, «Пираты Карибского моря: На краю света».
«Пираты Карибского моря: Сундук мертвеца» был выпущен в США 7 июля 2006 года и получил смешанные отзывы. За первые три дня проката фильм заработал 136 млн долларов, установив рекорд по сборам за дебютный выходной в США и на тот момент являясь третьим и самым быстрым фильмом, преодолевшим рубеж в 1 миллиард долларов. На 2020 год картина занимает 35 место в списке самых кассовых фильмов всех времён, и в течение шести лет была самым кассовым фильмом, выпущенным Walt Disney Studios, до выхода «Мстителей». Фильм был номинирован на Оскар за лучшую работу художника-постановщика, лучший звуковой монтаж, лучший звук и выиграл премию за лучшие визуальные эффекты.

## Сюжет
Свадьбе Уилла Тернера и Элизабет Суонн мешает лорд Катлер Беккет из Ост-Индской торговой компании, который прибывает в Порт-Ройал с ордером на арест, обвиняя их в содействии побегу капитана Джека Воробья. Несмотря на то, что на него также был ордер, командор Джеймс Норрингтон уволился из Королевского военно-морского флота и исчез после того, как потерял свой корабль «Разящий» во время урагана, преследуя Джека.
Тем временем на борту «Черной жемчужины» Джека навещает отец Уилла, Прихлоп Билл Тернер, который в настоящее время является членом экипажа «Летучего голландца», капитаном которого является Дейви Джонс. Прихлоп помечает Джека Черной меткой и напоминает ему, что ранее он заключил сделку с Джонсом о поднятии «Жемчужины» со дна в обмен на свою свободу, долг, который Джек не смог вернуть, и теперь должен служить на борту «Голландца», иначе Кракен затащит его в тайник Дейви Джонса. Тем временем, показав каперское свидетельство, предназначенное для Джека Воробья и подписанное королем Георгом, Беккет предлагает освободить Уилла и Элизабет в обмен на то, что Уилл принесет ему компас Воробья.
Уилл находит Джека и его команду на острове и помогает им спастись от каннибалов. После этого Джек навещает жрицу вуду Тиа Дальму, которая помогает найти сундук мертвеца, в котором находится все ещё бьющееся сердце Дейви Джонса. Джек намерен найти его и освободиться от долга Джонса. Уилл заключает сделку с Джеком, чтобы найти ключ от сундука в обмен на компас Джека, но его обманом отправляют в рабство к команде Джонса на борту «Голландца» вместо Джека. Джонс соглашается освободить Воробья от долга, если тот сможет предоставить ещё 99 душ. Уилл воссоединяется со своим отцом, Прихлопом Биллом, на борту «Голландца» и узнает, что у Джонса есть ключ от сундука, с помощью игры в кости. Уилл сбегает с ключом и поднимается на борт «Эдинбургского торговца». Джонс вызывает Кракена и топит корабль, но Уиллу удается сбежать.
Тем временем отец Элизабет, губернатор Суонн, вызволяет её из тюрьмы, но сам попадает в плен. Элизабет крадет каперское свидетельство у Беккета и отправляется на Тортугу, где находит Джека и пьяного Норрингтона. Джек обманом заставляет Элизабет воспользоваться его компасом, чтобы найти сундук Джонса. Все участники прибывают на Остров Креста, где зарыт сундук. Между Джеком, Уиллом и Норрингтоном завязывается трехсторонняя схватка на шпагах, каждый из них хочет заполучить сердце для своих целей: Джек хочет отозвать Кракена и вернуть свой долг Джонсу; Уилл хочет освободить своего отца с «Голландца»; Норрингтон же хочет вернуться к жизни офицера военно-морского флота. В царящем хаосе Норрингтон тайно крадет сердце и каперское свидетельство, а затем убегает, притворившись, что переманивает команду «Голландца». Джонс и Кракен атакуют «Жемчужину», убивая большую часть экипажа и уничтожая все спасательные шлюпки, кроме одной. Джек использует её, чтобы ненадолго скрыться с поля боя, но возвращается, чтобы помочь ранить Кракена выстрелом в сеть, заполненную бочками с порохом и ромом.
Джек приказывает выжившим покинуть корабль, но Элизабет понимает, что Кракену нужен только Джек. Элизабет обманывает Джека, приковывая его цепью к мачте, чтобы команда могла спастись, в то время как Кракен утаскивает Джека и «Жемчужину» на дно. Дейви Джонс, по-видимому, довольный тем, что долг Воробья погашен, открывает сундук и обнаруживает, что его сердца нет. Норрингтон отдает Беккету свидетельство и сердце Джонса, восстанавливаясь на службе во флоте, а также позволяя Ост-Индской торговой компании получить контроль над Джонсом, «Летучим голландцем» и Кракеном. Команда Джека возвращается к Тиа Дальме, где они договариваются о возможности спасения Воробья на Краю света. Тиа Дальма представляет капитана, который будет их направлять: воскресшего Гектора Барбоссу.

## В ролях
| Актёр          | Роль                              |
| -------------- | --------------------------------- |
| Джонни Депп    | капитан Джек Воробей              |
| Орландо Блум   | Уилл Тёрнер                       |
| Кира Найтли    | Элизабет Суонн                    |
| Джек Дэвенпорт | бывший командор Джеймс Норрингтон |
| Билл Найи      | Дэйви Джонс                       |
| Джонатан Прайс | губернатор Уэзерби Суонн          |
| Ли Аренберг    | Пинтел                            |
| Маккензи Крук  | Раджетти                          |

| Актёр             | Роль                                         |
| ----------------- | -------------------------------------------- |
| Кевин Макнелли    | мистер Джошами Гиббс                         |
| Дэвид Бейли       | мистер Коттон                                |
| Стеллан Скарсгард | Прихлоп Билл Тёрнер                          |
| Том Холландер     | лорд Катлер Беккет                           |
| Наоми Харрис      | Тиа Дальма/Калипсо                           |
| Мартин Клебба     | мистер Марти                                 |
| Ноа Тейлор        | выживший после кораблекрушения               |
| Джеффри Раш       | капитан Гектор Барбосса (в титрах не указан) |

## В эпизодах
- Дэвид Скофилд — Мёрсер
- Алекс Нортон — капитан Беллами
- Макс Бейкер — судовой казначей
- Стив Спирс — квартирмейстер
- Дэвид Стерн — кок
- Майкл Энрайт — матрос
- Лорен Махер — Скарлетт
- Ванесса Бранч — Жизель
- Сан Шелла — Лич
- Робби Джи — ловец креветок
- Люк де Вулфсон — испуганный моряк
- Деррик О’Коннор — старик
- Жорж Трилла
- Исраэль Адурамо — калека
- Джерри О’Брайен — ирландец
- Дермот Киней — Маккус
- Клайв Эшборн — Коленико
- Джон Босуолл — Виверн
- Уинстон Эллис — Палифико
- Кристофер Адамсон — боцман Джимми Легс
- Энди Беквит — Клакер
- Джонатан Линсли — Огилви
- Реджи Ли — Безголовый
- Барри Макэвой — Карратерс
- Марко Хан — тюремщик

## Музыка
| №   | Название                  | Длительность |
| --- | ------------------------- | ------------ |
| 1.  | «Jack Sparrow»            | 6:06         |
| 2.  | «The Kraken»              | 6:55         |
| 3.  | «Davy Jones»              | 3:15         |
| 4.  | «I've Got My Eye on You»  | 2:25         |
| 5.  | «Dinner is Served»        | 1:30         |
| 6.  | «Tia Dalma»               | 3:57         |
| 7.  | «Two Hornpipes (Tortuga)» | 1:14         |
| 8.  | «A Family Affair»         | 3:34         |
| 9.  | «Wheel of Fortune»        | 6:45         |
| 10. | «You Look Good Jack»      | 5:34         |
| 11. | «Hello Beastie»           | 10:15        |

### Бонусные треки
| №  | Название                                               | Длительность |
| -- | ------------------------------------------------------ | ------------ |
| 1. | «He's a Pirate" (Tiësto Remix)»                        | 7:02         |
| 2. | «He's a Pirate" (Pete n Red's Jolly Roger Radio Edit)» | 3:14         |
| 3. | «He's a Pirate" (Chris Joss Ship Ahoy Tribal Mix)»     | 4:46         |
| 4. | «He's a Pirate" (Tiësto Radio Edit)»                   | 4:10         |
| 5. | «He's a Pirate" (Tiësto Orchestral Mix)»               | 7:04         |

## Награды и номинации
Перечислены основные фильмы, награды и номинации. Полный список наград можно найти на IMDb.com Архивировано 28 февраля 2012 года.

### Награды
| Год  | Награда или фестиваль                                                   | Категория                                                     | Примечание |
| ---- | ----------------------------------------------------------------------- | ------------------------------------------------------------- | ---------- |
| 2007 | Премия «Оскар»                                                          | «Лучшие визуальные эффекты»                                   |            |
| 2007 | Сатурн (приз Академии научной фантастики, фэнтези и фильмов ужасов США) | «Лучшие спецэффекты»                                          |            |
| 2007 | Премия Британской Академии кино и телевидения                           | «Лучшее достижение в области специальных визуальных эффектов» |            |

### Номинации
| Год  | Награда или фестиваль                                                                       | Категория                                         | Примечание                     |
| ---- | ------------------------------------------------------------------------------------------- | ------------------------------------------------- | ------------------------------ |
| 2007 | Номинация на премию «Оскар»                                                                 | «Лучшая работа художника-постановщика/декоратора» |                                |
| 2007 | Номинация на премию «Оскар»                                                                 | «Лучший звуковой монтаж»                          |                                |
| 2007 | Номинация на премию «Оскар»                                                                 | «Лучший звук»                                     |                                |
| 2007 | Номинация на премию Сатурн (приз Академии научной фантастики, фэнтези и фильмов ужасов США) | «Лучший костюм»                                   |                                |
| 2007 | Номинация на премию Сатурн (приз Академии научной фантастики, фэнтези и фильмов ужасов США) | «Лучший фильм-фэнтези»                            |                                |
| 2007 | Номинация на премию Сатурн (приз Академии научной фантастики, фэнтези и фильмов ужасов США) | «Лучший грим»                                     |                                |
| 2007 | Номинация на премию Сатурн (приз Академии научной фантастики, фэнтези и фильмов ужасов США) | «Лучший актёр второго плана»                      | Билл Найи за роль Дэйви Джонса |
| 2007 | Номинация на премию Британской Академии кино и телевидения                                  | «Лучшие костюмы»                                  |                                |
| 2007 | Номинация на премию Британской Академии кино и телевидения                                  | «Лучший грим»                                     |                                |

## DVD
Выход состоялся 12 декабря 2006 года. Суммарная выручка от продаж на территории США составила 61,2 млн долларов.
Содержание дисков:
Диск 1:
- Смешные дубли
- Аудиокомментарий

Диск 2 (Дополнительные материалы):
- «Возвращение легенды: подготовка к съёмкам»
- «Все идёт по плану: достоверная история съёмок»
- «Из чего сделан Джек Воробей»
- «Мастера Клинка»
- «Знакомьтесь — Дейви Джонс. Анатомия легенды»
- «Кракен»
- «Новые сказки мертвецов: аттракцион Диснейленда»
- «Полёты в клетке из костей»
- «Джерри Брукхаймер: альбом продюсера»
- «Пираты на красном ковре: премьера фильма»